# リェイダ県
リェイダ県（カタルーニャ語: Província de Lleida）は、スペイン・カタルーニャ州の県。県都はリェイダ。アラン語表記はProvíncia de Lhèida（リェイダ県）、スペイン語表記はProvincia de Lérida（レリダ県）であるが、カタルーニャ語表記が公式名である。

## 地理
カタルーニャ州のジローナ県とバルセロナ県とタラゴナ県、アラゴン州のサラゴサ県とウエスカ県、フランス、アンドラ公国に接している。
リェイダ県ではナシやモモなどの果物の生産が盛んである。リェイダ県にはアイグアストルタス・イ・アスターニ・ダ・サン・マウリーシ国立公園がある。

### 人口
| リェイダ県の人口推移 1900－2010                         |
|                                                         |
| 出典:INE（スペイン国立統計局）1900年 - 1991年、1996年 - |

## 歴史
1833年スペイン地方行政区分再編ではスペイン全土に49の県が設置された。この際にレリダ県も設置され、県都はレリダに定められた。カタルーニャ語名のLleida（リェイダ県/リェイダ）ではなく、スペイン語名のLérida（レリダ県/レリダ）が正式名称となっている。
1939年から1975年のフランコ独裁体制化を経て、スペインの民主化移行期の1970年代末から1980年代初頭にはスペイン全土に17の自治州が設置された。1979年9月18日にはレリダ県など4県からなるカタルーニャ州が発足した。カタルーニャ語とスペイン語がカタルーニャ州の公用語に定められた。
1992年には県と県都の正式名称が、スペイン語名のLérida（レリダ県/レリダ）からカタルーニャ語名のLleida（リェイダ県/リェイダ）に変更された。2010年9月21日にはアラン語が公用語に追加された。

## 行政区画

### 主な自治体
リェイダ県には231のムニシピオ（基礎自治体）がある。県都リェイダはリェイダ県の人口の約30%を有している。リェイダ以外の主要な町には、大司教座があるラ・セウ・ドゥルジェイ、ムリャルーサ、サルベーラ、タラガなどがある。
| 順位 | 基礎自治体                   | 人口 （2011年） | 郡                 |
| ---- | ---------------------------- | --------------- | ------------------ |
| 1    | リェイダ                     | 138,416         | サグリアー         |
| 2    | タラガ                       | 17,129          | ウルジェイ         |
| 3    | バラゲー                     | 16,877          | ヌゲーラ           |
| 4    | ムリャルーサ                 | 14,705          | プラ・ドゥルジェイ |
| 5    | ラ・セウ・ドゥルジェイ       | 13,009          | アルト・ウルジェイ |
| 6    | サルベーラ                   | 9,390           | サガーラ           |
| 7    | スルゾーナ                   | 9,304           | スルズネス         |
| 8    | アルカラース                 | 8,350           | サグリアー         |
| 9    | アルマセーリャス             | 6,662           | サグリアー         |
| 10   | ラス・ボルジャス・ブランカス | 6,034           | ガリーガス         |

### 郡
リェイダ県には13のコマルカ（郡）がある。
- アルタ・リバゴルサ
- アルト・ウルジェイ
- バッシャ・サルダーニャ（西半分）
- ガリーガス
- ヌゲーラ
- パリャーズ・ジュサー
- パリャーズ・スビラー
- プラ・ドゥルジェイ
- サガーラ
- サグリアー
- スルズネス
- ウルジェイ
- バル・ダラン

### 司法管轄区

リェイダ県の司法管轄区

リェイダ県は10の司法管轄区に分けられる。太字は中心自治体。
1. トレム司法管轄区[6] - アベーリャ・ダ・ラ・コンカ、アリンス、アル・アネウ、Baix Pallars、Castell de Mur、コンカ・ダ・ダル、Espot、アステーリ・ダネウ、アステーリ・ダ・カルドース、ファレーラ、ガベート・ダ・ラ・コンカ、ラ・ギンゲータ・ダネウ、イゾーナ・イ・コンカ・ダリャー、Lladorre、リャブルシー、リミアーナ、ラ・ポブラ・ダ・サグー、アル・ポン・ダ・スエル、リアルプ、Salàs de Pallars、サン・エステーベ・ダ・ラ・サルガ、サローカ・ダ・バリェーラ、サンタラーダ、スリゲーラ、Sort、タラルン、ティルビア、ラ・トーラ・ダカブデーリャ、トレム、ラ・バル・ダ・ブイー、バル・ダ・カルドース、ビラリェー
2. バラゲー司法管轄区[7] - Àger、アグラムン、アルベーザ、アルファラース、アルジェーリ、アルグアイラ、アルマナー、アローズ・ダ・バラゲー、アルテーザ・ダ・セグラ、ラス・アベリャーナス・イ・サンタ・リーニャ、バラゲー、バルベンス、ベルカイラ・ドゥルジェイ、ベルムン・ドゥルジェイ、Bellvís、カバナボーナ、カマラーザ、カスタリョー・ダ・ファルファーニャ、Castellserà、クベイス、フラダーダ、ラ・フリオーラ、イバルス・ダ・ヌゲーラ、イバルス・ドゥルジェイ、リニョーラ、マナルガンス、モンガイ、ウリオーラ、オズ・ダ・バラゲー、Penelles、El Poal、ラ・プルテーリャ、Preixens、プッチベルド・ダグラムン、ラ・サンティウ・ダ・シオー、テルマンス、トゥルナボウス、トララメウ、バルフゴーナ・ダ・バラゲー、ビラノーバ・ダ・マイアー、ビラノーバ・ダ・サグリアー
3. サルベーラ司法管轄区[8] - アングラゾーラ、バリアーナス、ベルプッチ、Castellnou de Seana、サルベーラ、シウタディーリャ、Estaràs、グラニャネーリャ、グラニェーナ・ダ・サガーラ、ギマラー、ギソーナ、イボーラ、マルダー、マステーラス、ムントリウ・ダ・サガーラ、ムントゥルネス・ダ・サガーラ、ナレーク、ラス・ウルージャス、Els Omells de na Gaia、ウソー・ダ・シオー、アルス・プランズ・ダ・シオー、Preixana、リベーラ・ドゥンダーラ、サン・ギム・ダ・フレシャネート、サン・ギム・ダ・ラ・プラーナ、サン・マルティー・ダ・リウコルプ、サン・ラモン、タラベーラ、タラガ、タロージャ・ダ・サガーラ、トラフェータ・イ・フルラジャックス、バルボーナ・ダ・ラス・モンジャス、バルドゥー、ビラグラーサ、ビラノーバ・ダ・ベルプッチ、ビラ＝サナ
4. リェイダ司法管轄区[9] - アイトーナ、アルズ・アラムース、ラルバジェース、アルバタラック、ラルビ、アルカノー、アルカラース、アルクレッジャ、アルフェース、アルマセーリャス、アルマトレート、アルピカート、アルベーカ、アルテーザ・ダ・リェイダ、アスパ、Bellaguarda、ベル＝リョック・ドゥルジェイ、Benavent de Segrià、ラス・ボルジャス・ブランカス、ブベーラ、Castelldans、サルビアー・ダ・ラス・ガリーガス、アル・クグル、クルビンス、ラス・プルーガ・カルバ、ラ・フルレスタ、フンダレーリャ、フリェーダ、Gimenells i el Pla de la Font、グルメス、ラ・グラナデーリャ、ラ・グランジャ・ダスカルプ、グラニェーナ・ダ・ラス・ガリーガス、ジュンコーザ、ジュネーダ、リャルダカンス、リェイダ、マイアルス、マサルクレッチ、ミラルカム、ムリャルーサ、ムントリウ・ダ・リェイダ、アルズ・ウメリョンス、アル・パラウ・ダングラゾーラ、ラ・ポブラ・ダ・セルブラス、プッジグロース、プッジベル・ダ・リェイダ、ルサリョー、サローカ・ダ・リェイダ、サロース、シダモン、アル・スララース、ソーザス、スダネイ、スニェー、タレース、アルス・トルムス、トラベサス、トラファレーラ、トラグローサ、トーラス・ダ・セグラ、トーラ＝サローナ、ビラノーバ・ダ・ラ・バルカ、アル・ビルゼイ、ビナッシャ
5. ラ・セウ・ドゥルジェイ司法管轄区[10] - アラース・イ・セルク、アルセーガル、ベルベー・ダ・サルダーニャ、カボー、カバ、コイ・ダ・ナルゴー、Estamariu、Fígols i Alinyà、ジョーザ・イ・トゥシェン、リェス・ダ・サルダーニャ、ムンタリャー・イ・マルティネート、Montferrer i Castellbò、ウルガニャー、アル・ポン・ダ・バール、プラッツ・イ・サンソー、プルリャンス、Ribera d'Urgellet、リウ・ダ・サルダーニャ、ラ・セウ・ドゥルジェイ、ラス・バルス・ダギラー、ラス・バルス・ダ・バリーラ、ラ・バンサ・イ・フォルヌルス
6. ビエーリャ・エ・ミジャラン司法管轄区[11] - Arres、バウゼン、Es Bòrdes、Bossòst、Canejan、レス、Naut Aran、ビエーリャ・エ・ミジャラン、Vilamòs
7. スルソーナ司法管轄区[12] - ラ・バルニーア・ダ・リアルプ、バセーリャ、ビオスカ、カスタリャー・ダ・ラ・リベーラ、クラリアーナ・ダ・カルダネー、ラ・コーマ・イ・ラ・ペドラ、ゴーズル、ギシェルス、リャドゥルス、リュベーラ、ラ・ムルソーザ、ナベース、ウデン、ウリアーナ、ウリウス、Peramola、ピネイ・ダ・スルスネース、ピノース、ポンツ、リネー、サナウージャ、Sant Llorenç de Morunys、スルソーナ、ティウラーナ、トゥラー、ビラノーバ・ダ・ラグーダ

## 言語
リェイダ県の公用語は、カタルーニャ語、スペイン語、アラン語の3言語である。「lleidatà」として知られる特徴的な方言を持ち、定冠詞に「lo」や「los」を使う。この方言は西カタルーニャ語圏内の北西カタルーニャ語として知られ、特徴のいくつかはバレンシア語と共通する。
この県のアラン谷（バル・ダラン郡）は特殊なコマルカ（郡）であり、大きな自治権を有するほか、オック語のひとつであるガスコーニュ語の変種のアラン語が話されている。かつてはバル・ダラン郡のみに限って、アラン語はスペイン語やカタルーニャ語とともに公用語だった。2010年9月21日にはカタルーニャ自治州議会によって、アラン語がカタルーニャ州全体の公用語となった。

## 観光名所・史跡・行事
- リェイダ旧大聖堂（Seu Vella） - ロマネスク様式とゴシック様式。ヨーロッパ最大級の回廊を誇る。18世紀末に兵舎に変えられた。
- バル・デ・ボイ - ロマネスク様式の聖堂群で有名。世界遺産（バル・デ・ボイのカタルーニャ風ロマネスク様式聖堂群）。
- アラン谷 - オック語の方言であるアラン語が話されている。
- サンタ・マリア王立修道院（Real Monasterio de Santa María de Vallbona）
- おもちゃとロボットの博物館（Museu de Joguets i Autòmats）